# 醋卡溴脲
醋卡溴脲是Bayer於西元1917年發現的，在美國及歐洲做為安眠藥及鎮靜劑之用。醋卡溴脲亦和白堅木的萃取物及維生素E組合用來治療勃起功能障礙，在歐洲以Afrodor此一商標販售。

## 另見
- 溴米索伐
- 卡溴脲